# 小行星6890
小行星6890（英語：6890 Savinykh）是一颗围绕太阳公转的小行星。1975年9月3日，柳德米拉·切爾尼赫在克里米亚发现了此天体。
这颗小行星的绝对星等为114.8096437970132等。